# Have You Ever Seen the Rain?
Have You Ever Seen The Rain? är en sång skriven av John Fogerty och inspelad av gruppen Creedence Clearwater Revival på albumet Pendulum 1970. Singeln nådde som högst listplaceringen #8 på Billboard Hot 100 1971. På Cash Box nådde den placeringen #3. Billboard listade den tillsammans med b-sidan "Hey Tonight". 
Vissa menar att sångtexten tar upp det då pågående Vietnamkriget, med rain (en: regn) som symbol bomberna som fälldes under flygbombningar . I sin syn på sången på webbplatsen Allmusic menar Mark Deming att sången handlar om 1960-talets idealism som började försvinna i samband med händelser som Altamont Free Concert och skottdramat vid Kent State University den 4 maj 1970 och att John Fogerty menar att samma ämnen som under 1960-talet ännu fanns under 1970-talet men att många inte längre brydde sig om det.. John Fogerty själv har i intervjuer och före låten spelades under konserter sagt att sången handlar om den stigande spänningen inom Creedence Clearwater Revival och då hans bror Tom Fogerty lämnade gruppen.
John Fogerty släppte en liveversion av låten på DVD:n The Long Road Home - In Concert som spelades in på Wiltern Theatre i Los Angeles den 15 september 2005.

## Listplaceringar
| Lista (1971)   | Position              |
| -------------- | --------------------- |
| Australien     | 6 (Go Set)            |
| Frankrike      | 10                    |
| Kanada         | 1 (RPM)               |
| Nederländerna  | 3                     |
| Norge          | 2 (VG-lista)          |
| Nya Zeeland    | 3 (NZ Listner)        |
| Storbritannien | 36                    |
| Sverige        | 8 (Kvällstoppen)      |
| Sverige        | 2 (Tio i topp)        |
| USA            | 8 (Billboard Hot 100) |
| Österrike      | 3                     |

## I media
- En version inspelad av JuJu Stulbach, omarrangerad och priducerad av Friesbie's P.T. Walkley, Scott Hollingsworth och Mary Wood, förekommer i "Clouds", en Traktor-regisserad reklam för General Electric.[15]
- "Have You Ever Seen the Rain?"  spelades i första avsnittet av TV-serien Cold Case: "Look Again"
- Låten spelades i en sammansättning av Stargate SG-1:s avslutningsavsnitt, "Unending". Det var enda gången en populär låt medverkat i programmet.
- Låten spelades i filmen Evan den allsmäktige (under inledningen).
- Den förekommer i både The Longest Yard och 2005 års remake-version av samma film.
- I filmen December Boys hörs den i både inspelning av Creedence Clearwater Revival och en instrumental version.
- Låten spelades i slutet av ett avsnitt av TV-serieen Magnum P.I.
- Under slutet av 1993 spelades "Have You Ever Seen The Rain?" in som cover av Spin Doctors för filmen Philadelphia.[16].
- "Have You Ever Seen the Rain?" är titeln på andra säsongens första avsnitt i TV-serien Las Vegas. Sången spelas dock inte i avsnittet.
- "Have You Ever Seen the Rain" spelades flera gånger i "Father Knows Best", avsnitt nio under säsong 1 av Dexter.
- En coverversion av Joan Jett spelades i andra säsongens sista avsnitt i The Wire: "Port in a Storm"

## Coverversioner
- Arvingarna
- Boney M.
- Bonnie Tyler (Spanien #8, Republiken Irland #13, Frankrike #40, Storbritannien #47, Tyskland #63)
- Dancing Mood med Vicentico
- Dr. Sin
- Emmerson Nogueira
- Hi-Standard
- Heroes del Silencio
- Joan Jett (medföljer på alla hennes samlingsalbum)
- Pholhas
- Melanie Safka
- Minutemen
- R.E.M. har spelat den live och inlett med den live på Nikon at Jones Beach Theater då det regnade under inledningen och genomkonserten
- Rod Stewart spelade 2006 in en cover på låten och släppte den på coveralbumet Still the Same... Great Rock Classics of Our Time.
- Smokie
- Spin Doctors
- Teenage Fanclub
- The Fray
- The Jeevas
- Ramones
- The Ventures
- Reginaldo Rossi
- Rise Against
- JuJu Stulbach från The Mosquitos i General Electric-reklamen "Clouds"[17]
- The Low Life
- Justice Friends
- Whiskey Therapy
- Willie Nelson & Paula Nelson

### På andra språk
Lalla Hansson och Björn Håkanson skrev en text på svenska som heter Försök att förstå, vilken bland annat spelats in av Lalla Hansson själv 1971 på albumet Upp till Ragvaldsträsk, av dansbandet Thorleifs 1977 på albumet Du, bara du, av dansbandet Klangemyrs 1985 på albumet Musik för danslystna samt av Sven-Ingvars 1986 på albumet Exposé.